# フローレンス・スタンリー
フローレンス・スタンリー（Florence Stanley、1924年7月1日 - 2003年10月3日）は、アメリカ合衆国の女優。

## 出演作品
- 下り階段をのぼれ - Up the Down Staircase (1967年、出演）
- トラブル・バウンド/復讐の銃弾 - Trouble Bound (1993年、出演）
- パラダイスの逃亡者 - Trapped in Paradise (1994年、出演）
- アトランティス 失われた帝国 - Atlantis: The Lost Empire (2001年、出演）
- NYPDブルー - NYPD Blue (2001年、ゲスト出演）